# Chysis tricostata
Chysis tricostata är en orkidéart som beskrevs av Rudolf Schlechter. Chysis tricostata ingår i släktet Chysis och familjen orkidéer. Inga underarter finns listade i Catalogue of Life.

## Bildgalleri

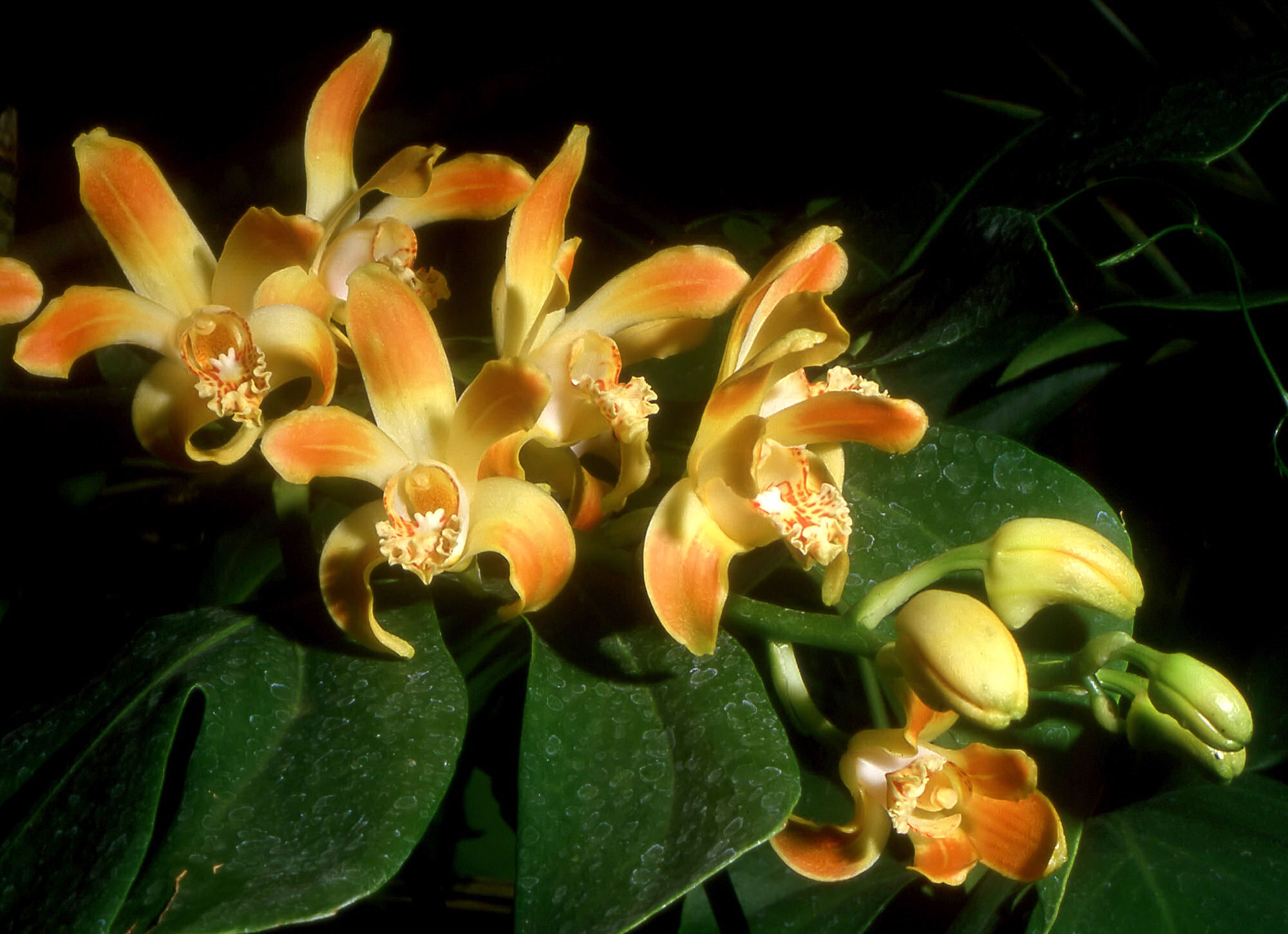